# 나탈리야 이셴코

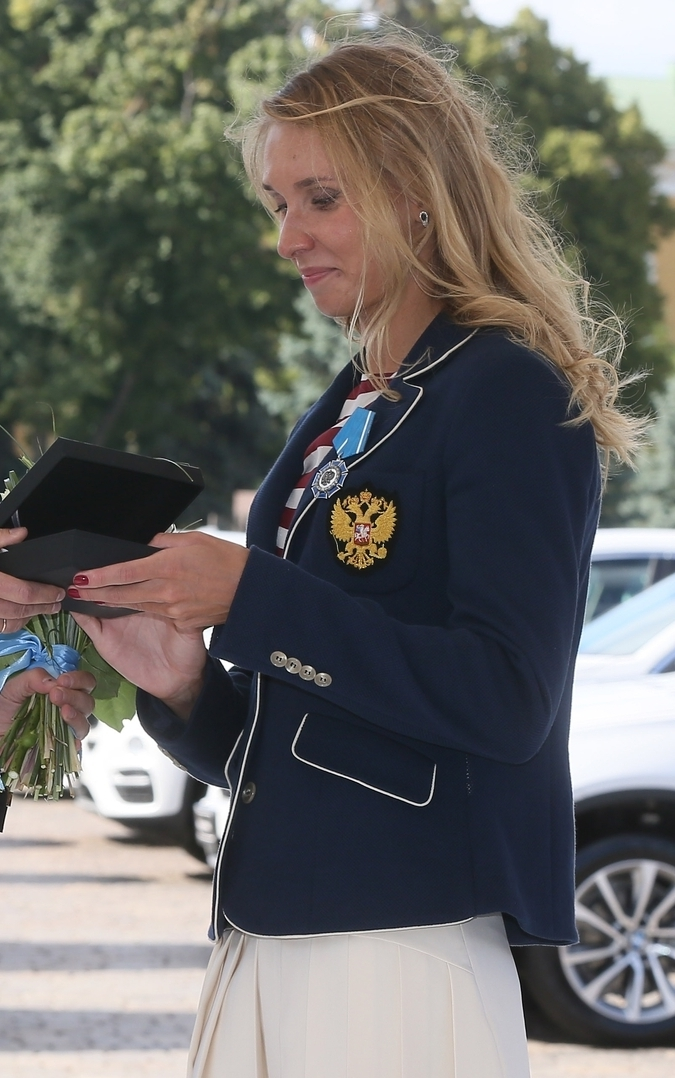
2016년 모습

나탈리야 이셴코(본명: 나탈리야 세르게예브나 이셴코, 러시아어: Наталья Серге́евна Ищенко, 1986년 4월 8일 ~ )는 은퇴한 러시아의 아티스틱스위밍 선수이자 올림픽 챔피언 5회, 세계 챔피언 19회을 거머쥐었다.
이셴코는 2017년 4월 스포츠계 은퇴를 선언했다. 2017년 11월부터 그녀는 칼리닌그라드주 스포츠부 장관을 역임했다.